# Embrujo
Albums de Mireille Mathieu
Una Mujer
(1991)
Embrujo est le tout premier album entièrement en espagnol de la chanteuse française Mireille Mathieu, sorti en 1989 sous le label Ariola.

## Chansons de l'album
1. Caruso (R. Trabuchelli/Lucio Dalla)
2. Siempre amor (Maria Lar/R. Martinez/R. Trabuchelli/Wolfgang Amadeus Mozart)
3. El cant dels ocells (El Canto de los Pajaros)  (R. Trabuchelli/R. Martínez)
4. Creo que va a volver (Serenata Española) (Maria Lar/Joaquin Malats)
5. Mi confession (Maria Lar/R. Carlos)
6. Himno a la alegría (O. Ferraro Gutiérrez/Orbe)
7. Nostalgia (Maria Lar/R. Martínez/R. Trabuchelli)
8. Embrujo (Maria Lar/F. Tarrega)
9. Himno al amor (Maria Lar/Marguerite Monnot)
10. Arde Paris (Maria Lar/Maurice Jarre)